# Horváth Adrián (labdarúgó)
Horváth Adrián (Pécs, 1987. november 20. –) magyar labdarúgó, középpályás.

## Pályafutása
2015 és 2016 között a Gyirmót FC játékosa volt, de 2016 december 28-án közös megegyezéssel szerződést bontottak. 2018 nyarán a másodosztályú Duna Aszfalt Tiszakécske játékosa lett.

## Sikerei, díjai
Gyirmót FC
- Másodosztályú bajnok: 2015–16